# فولفغانغ لوتز
فولفغانغ لوتز (بالألمانية: Wolfgang Lotz)‏ (6 يناير 1921 في مانهايم - 13 مايو 1993 في ميونخ) كان عميلا سريًا ألمانيًا إسرائيليًا.

## حياته
ولد لوتز في ألمانيا لأب كان مدير مسرح وأم يهودية ممثلة. بعد استيلاء النازيين على السلطة في ألمانيا فرت والدته معه عام 1933 إلى فلسطين، حيث أصبح هو عضوا مع منظمة هاجاناه اليهودية، خدم خلال الحرب العالمية الثانية في الجيش البريطاني. بعد الحرب عمل أولا كمهرب أسلحة وانضم بعد تأسيس إسرائيل عام 1948 إلى الجيش الإسرائيلي وكان برتبة ضابط، في عام 1956 عُيٌن لوتز للعمل مع المخابرات السرية الخارجية الموساد حيث أصبح يعمل لصالحها.

## البداية
وصل لوتز إلى مصر عام 1939 بناء على تعليمات من القوات الإنجليزية إذ أنه كان يتكلم أربعة لغات ببراعة وهي العربية والعبرية والإنجليزية، واللغة الألمانية، وكان يقوم بدور التحقيق مع الأسرى الألمان آنذاك. كانت البداية الفعلية له مع الموساد هي عام 1957 حيث كان يقوم بجمع المعلومات التي يقدمها السوفييت لمصر.

## بداية النهاية
عندما ساءت علاقات ألمانيا الغربية مع مصر بسبب موقف ألمانيا الغربية الداعم لأمريكا والمعادي لعلاقة ألمانيا الشرقية مع مصر بسبب العمليات الاستخبارية التي تحيكها مخابرات ألمانيا الغربية مع الس أي يه في عام 1964 قام عبد الناصر بإصدار قراره باعتقال 30 عالم من ألمانيا الغربية كانوا يعيشون في مصر آنذاك من بينهم لوتز وعائلته وتم التحقيق معه ومع زوجته وولديه وتبين أنه نقل معلومات بالغة الأهمية عن صواريخ سام التي كانت مصر قد نشرتها في منطقة الإسماعيلية وقد صورها لوتز بكاميرا صغيرة كان يخفيها في فيلته التي استأجرها في مصر الجديدة، وكان يصر في بداية التحقيقات أنه مواطن وضابط ألماني يتجسس لحساب الموساد إلا أن المحامي الذي تم تعيينه له هو الذي كشف أنه مواطن إسرائيلي، بعد محاكمته في مصر حكم عليه بالسجن مدى الحياة، وعلى زوجته بالسجن لمدة ثلاثة سنوات إلا أنه تم إطلاق سراحهما بعد ثلاث سنوات فقط ليتم مبادلته بـ 500 ضابط مصري من الذين تم أسرهم في حرب 1967. بعدها غادر لوتز متجها إلى تل أبيب هو وزوجته وهناك قام بتأليف كتاب عنوانه «جاسوس الشامبانيا» الذي حقق نجاحا باهرا واعترفت إسرائيل بأنه كان جاسوس لها.
في عام 1978 سافر لوتز إلى ميونخ وكان يعيش بمبلغ 200 دولار كمعاش تقاعدي التي كانت إسرائيل تمنحه إياه نظير تجسسه لصالحها.

## وفاته
في عام 1993 توفي فولفغانغ لوتز وحيدا شاعر بالمرارة في مدينة ميونخ بألمانيا وتم نقله إلى إسرائيل ودفن هناك.